# 久我嗣通
久我 嗣通（こが つぐみち、生年不明 - 文正元年〈1466年〉7月19日）は、室町時代中期の公卿。

## 人物
宝徳3年（1451年）従五位下に叙され侍従となる。長禄3年（1459年）石見権介、右中将、従四位下に進み、寛正3年（1462年）従三位、同4年（1463年）信濃権守、同6年（1464年）権中納言に進むが、文正元年（1466年）に自害したとされる。

## 系譜
- 父：久我通博
- 母：薄以盛の娘
- 弟：久我豊通
- 弟：中院通世